# Jahrhunderthalle

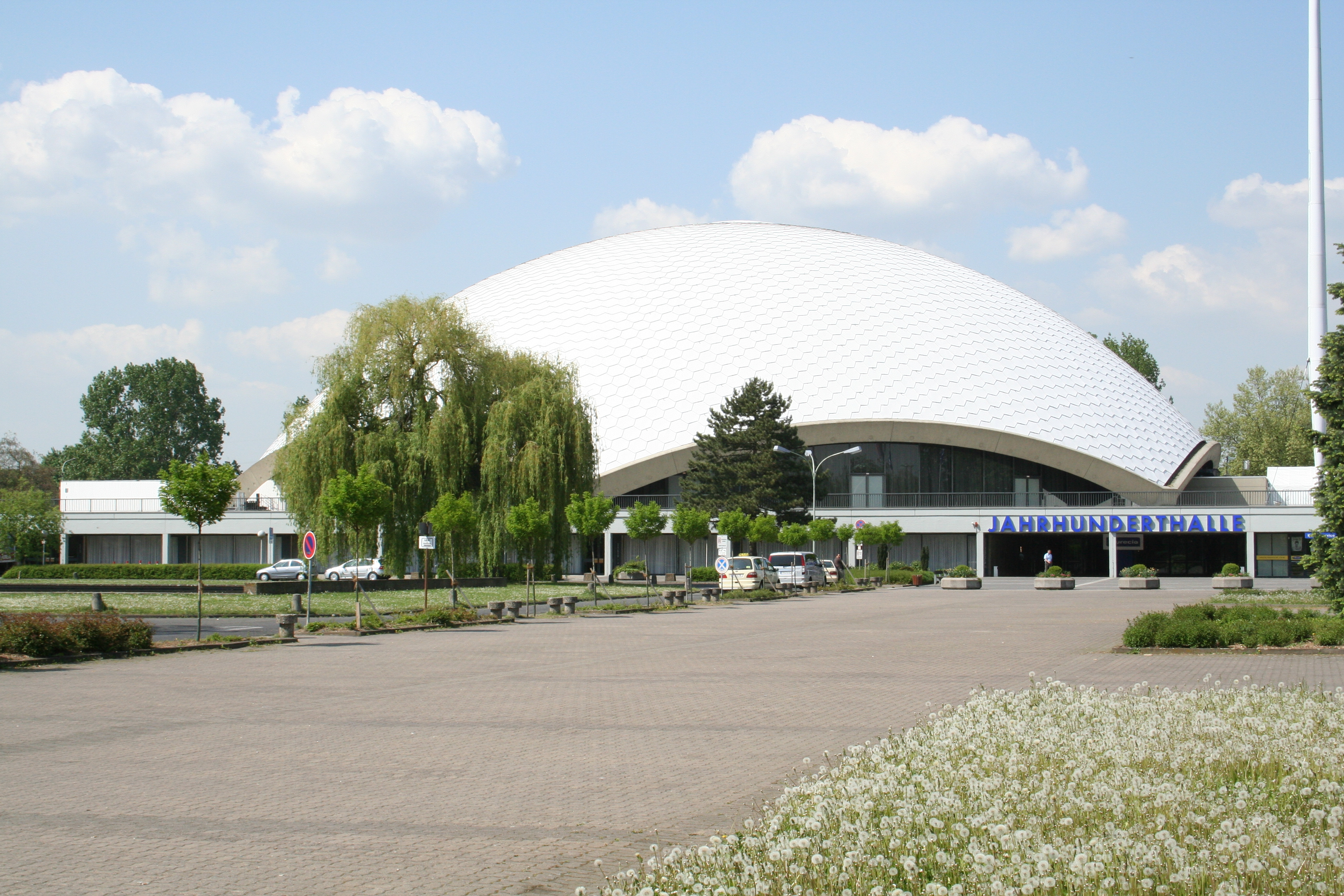
O Jahrhunderthalle.

O Jahrhunderthalle é um ginásio multi-uso localizado na cidade de Frankfurt, na Alemanha, que suporta 4.800 pessoas.
O local foi projetado nos anos 50 pelo arquiteto Friedrich Wilhelm Kraemer, e abriu em 1963; apesar de ter sido desenvolvido como um centro esportivo, o local é frequentemente usado para apresentações musicais, já tendo recebido artistas e bandas como Janis Joplin, Kylie Minogue, Jethro Tull, Nightwish, e muitos outros.